# Arquebisbat de Santiago de Xile

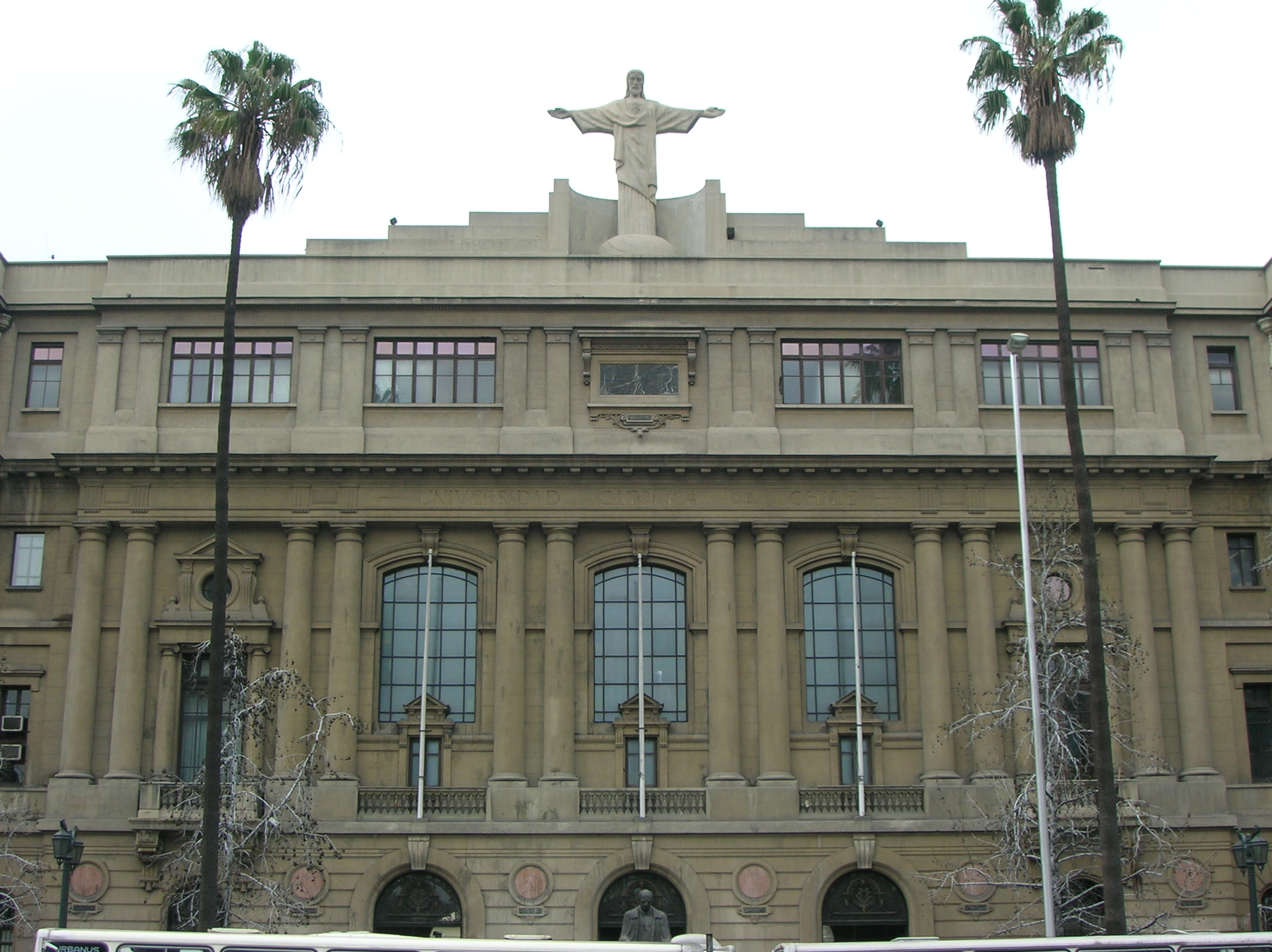
Seu central de la Pontifícia Universitat Catòlica del Xile.

L'arquebisbat de Santiago de Xile (castellà: Arquidiócesis de Santiago de Chile; llatí: Archidioecesis Sancti Iacobi in Chile) és una seu metropolitana de l'Església catòlica. El 2004 tenia 4.205.000 batejats d'un total de 6.290.000 habitants. Actualment està regida per l'arquebisbe Ricardo Ezzati Andrello, S.D.B.

## Territori
L'arxidiòcesi comprèn 36 municipis de la Regió Metropolitana de Santiago: Colina, Til-til, Lampa, Quilicura, Huechuraba, Renca, Conchalí, Independencia, Recoleta, Lo Barnechea, Vitacura, Las Condes, Providencia, La Reina, Ñuñoa, Macul, Peñalolén, La Florida, Puente Alto, San Ramón, La Cisterna, La Granja, Lo Espejo, San Miguel, San Joaquín, Pedro Aguirre Cerda, Santiago, Cerrillos, Maipú, Estación Central, Pudahuel, Lo Prado, Quinta Normal, Cerro Navia i parts dels municipis de La Pintana i El Bosque.
El territori limita al nord amb les diòcesis de Valparaíso i San Felipe, mentre que per l'oest amb les de Valparaíso i Melipilla, a l'est amb l'arquebisbat de Mendoza (Argentina) i al sud amb les de San Bernardo i de Rancagua.
La seu arxiepiscopal és la ciutat de Santiago de Xile, on es troba la catedral de Sant Jaume.
El territori s'estén sobre 9.132 km², i està dividit en 213 parròquies.

### Catedrals i basíliques
- Catedral metropolitana de Sant Jaume, Santiago
- Basílica de la Mare de Déu de la Mercè, Santiago
- Basílica de la Mare de Déu del Perpetu Socors, Santiago
- Basílica del Cor Immaculat de Maria, Santiago
- Basílica de la Mare de Déu del Carme - Santuari Nacional de Maipú, Maipú
- Basílica de la Mare de Déu de Lorda, Santiago

### Província eclesiàstica
La província eclesiàstica de Santiago de Xile té vuit diòcesis sufragànies:
- Diòcesi de Linares
- Diòcesi de Melipilla
- Diòcesi de Rancagua
- Diòcesi de San Bernardo
- Diòcesi de San Felipe
- Diòcesi de Talca
- Diòcesi de Valparaíso
- Diòcesi castrense de Xile

## Història

### L'Església durant la Conquesta i la Colònia
El 13 de desembre de 1540 arribà a la vall del riu Mapocho l'expedició de Pedro de Valdivia. L'acompanyaven tres sacerdots: Rodrigo González Marmolejo, Juan Lobo i Diego Pérez. Amb ells es constituïa la primera església a Santiago de Nuevo Extremo, fundada el 12 de febrer de 1541. Vint anys després, el 27 de juny de 1561, el Papa Pius IV creà la diòcesi de Santiago, a partir de territori de la diòcesi de La Plata o Charcas (avui arquebisbat de Sucre) i de l'arquebisbat de Lima. El seu primer bisbe titular va ser el batxiller González Marmolejo, qui per motius de malaltia no va poder prendre possessió de la seu i aquesta va ser ocupada per mitjà d'un apoderat.
El 22 de març de 1563 i el 10 de maig de 1570 cedí parts de territori per tal que s'erigissin les diòcesis de Concepción i de Córdoba (avui totes dues arxidiòcesis)
L'organitzador de la diòcesi de Santiago va ser, sens dubte, fra Diego de Medellín, tercer bisbe de la seu (1574-1593). La seva participació en el Tercer Concili de Lima va influir decisivament en la seva tasca pastoral:
- deixà dividida la diòcesi en quatre parròquies i vint-i-sis "doctrines d'indis"
- fundà el Seminari Conciliar el 1584
- ordenà quatre mestissos com a preveres
- celebrà el Primer Sínode Diocesà el 1586
- realitzà la visita pastoral a tota la diòcesi i erigí canònicament el primer monestir femení, el de les clarisses a Osorno el 1571

Durant tota la colònia ressalten les activitats missioneres portades a terme pels ordes religiosos: agustins, dominics, franciscans, jesuïtes i mercedaris. El bisbe inicià la construcció de l'actual catedral metropolitana el 1745, que va ser acabada a finals del segle, durant l'episcopat de Manuel de Alday.

### L'Església de Santiago i l'adveniment de la República
El 28 de maig de 1806 cedí part del seu territori per tal que s'erigís la diòcesi de Salta (avui arxidiòcesi).
Amb l'adveniment de la independència, d'ençà de 1810 en endavant, els grups patriotes entraren en conflicte amb l'Església, donada la lleialtat d'aquesta vers la Corona espanyola. Llevat d'alguns exemples destacats, com fra Camilo Henríquez, la gran majoria del clergat donà suport la causa reialista. Entre ells estava el bisbe José Santiago Rodríguez Zorrilla, qui hagué de marxar a l'exili després de la victòria de la causa patriòtica a la batalla de Chacabuco.
El 1812 es publica el primer diari, "La Aurora de Chile", dirigit per fra Camilo Henríquez.
La Santa Seu, en consonància amb Espanya, decidí no nomenar un nou bisbe fins a la mort de cadascun dels titulars exiliats, tal com succeí a la resta de l'Amèrica Llatina, de manera que la principal seu xilena va romandre vacant fins al 1832. Aquell any s'establiren vincles formals entre la nova república i el Vaticà, amb el nomenament de Manuel Vicuña Larraín com a bisbe titular de la seu. Aquesta renovació comportà el restabliment del Seminari, amb la consegüent educació d'un nou clergat local. El mateix bisbe fundà el diari "La Revista Católica", que donà suport a les pretensions del govern de Xile de mantenir el patrocini de la diòcesi de Xile, preservant el dret de presentació de bisbes que havia estat prèviament concedit al Rei d'Espanya.
El 23 de juny de 1840 el Papa Gregori XVI expedí la butlla per la qual s'elevà a arquebisbat la seu de Santiago, sent el seu primer arquebisbe Vicunya Larraín. L'1 de juliol de 1840 cedi territori per tal que s'erigís la diòcesi de La Serena (avui arquebisbat). A la mort d'aquest darrer en 1848, fa ser designat Rafael Valdivieso. El 1859 l'arquebisbe realitzà la visita ad limina i el 1869 participà en el Concili Vaticà I. El 2 de novembre de 1872 cedi territori per tal que s'erigís la missió sui iuris de Valparaíso (avui diòcesi);
En morir Valdivieso va haver un llarg període de seu vacant fins al 1886, quan va ser designat Mariano Casanova, qui fundà la Universitat Catòlica de Xile el 21 de juny de 1880, així com el Santuari de la Immaculada Concepció al cim del puig San Cristobal.

### Segles XX i XXI
En iniciar-se el segle xx, la diòcesi va ser desmembrada en dues ocasions: el 1913 per tal que s'erigís la missió sui iuris de Talca (avui diòcesi); i el 18 d'octubre de 1925 perquè es creessin els bisbats de bisbat de Rancagua i de San Felipe.
El nou segle portà nous desafiaments a l'Església xilena, car en dictar-se la Constitució de 1925, s'establí la separació entre l'Església i l'Estat. Va ser l'arquebisbe Crescente Errázuriz Valdivieso (nomenat el 1918) qui va haver de fer front a aquesta situació. El 1939 va ser nomenat José María Caro Rodríguez, qui seria el primer arquebisbe xilè creat cardenal. Durant el govern del cardenal Caro una gran quantitat de missioners van arribar per col·laborar en el treball de les parròquies. El 1945 el jesuïta creà el "Hogar de Cristo", mentre que Alfredo Ruiz-Tagle organitzà la Fundació "Mi Casa". En morir el cardenal Caro el 1959 Emilio Tagle Covarrubias assumí el càrrec d'administrador apostòlic.
El 1950 la Santa Seu concedí als arquebisbes de Santiago el títol de Primat de Xile.
El 24 de juny de 1961, el Papa Joan XXIII nomenà arquebisbe a Raúl Silva Henríquez, llavors bisbe de Valparaiso, sent creat cardenal l'any següent. Organitzà la Gran Missió de Santiago i el Sínode Arxidiocesà per tal d'aplicar les orientacions del Concili Vaticà II, al qual participà. Durant el seu govern eclesiàstic impulsà la reforma agrària a les terres de l'Església, mentre que va haver de fer front al govern de Salvador Allende i a la dictadura militar d'Augusto Pinochet, realitzant una destacada tasca en defensa dels drets humans mitjançant el Comitè Pro-Pau i, posteriorment, la Vicaria de la Solidaridad.
El 10 de juny de 1983, el Papa Joan Pau II nomenà Juan Francisco Fresno Larraín, llavors arquebisbe de La Serena com a nou arquebisbe metropolità, sent creat cardenal el 1985. El 1987 Xile rebé la visita de Joan Pau II, en una extensa visita apostòlica en la qual elevà la monja carmelita Teresa de los Andes al rang de beata en una gran i polèmica celebració realitzada al Parc O'Higgins.
El 13 de juliol de 1987 cedi territori per tal que s'erigís el bisbat de San Bernardo.
L'abril del 1990 Carlos Oviedo Cavada, llavors arquebisbe d'Antofagasta, assumí el govern de l'arxidiòcesi i va ser creat cardenal al novembre de 1994. Convocà el IX Sínode de Santiago, promulgat el 4 de novembre de 1997. Degut a una greu malaltia pulmonar, renuncià al febrer de 1998 i morí el desembre d'aquell mateix any. El 4 d'abril de 1991, cedi territori per tal que s'erigís el bisbat de Melipilla. Entre febrer i abril d'aquell any, Sergio Valech Aldunate, bisbe auxiliar de Santiago, assumí el govern interí de l'arxidiòcesi en qualitat d'administrador apostòlic. L'abril del 1998 va ser nomenat nou arquebisbe metropolità Francisco Javier Errázuriz Ossa, qui rebé el pal·li de mans de Joan Pau II el 29 de juny d'aquell any. Va ser creat cardenal el 21 de febrer de 2001.
El 15 de desembre de 2010, el Papa acceptà la renúncia del cardenal Erráuriz, escollint el salesià Ricardo Ezzati Andrello com a nou arquebisbe de Santiago, prenent possessió de la seu el 15 de gener de 2011.

## Cronologia episcopal
- Rodrigo González de Marmolejo † (27 de juny de 1561 - setembre de 1564 mort)
  - Sede vacante (1564-1566)
- Fernando de Barrionuevo, O.F.M. † (15 de novembre de 1566 - 26 de juliol de 1571 mort)
  - Sede vacante (1571-1574)
- Diego de Medellín, O.F.M. † (18 de juny de 1574 - novembre de 1592 mort)
  - Sede vacante (1592-1596)
- Pedro de Azuaga, O.F.M.Obs. † (29 de gener de 1596 - novembre de 1597 mort)
  - Sede vacante (1597-1600)
- Juan Pérez de Espinosa, O.F.M.Obs. † (12 de maig de 1600 - 22 de juny de 1622 renuncià)
- Francisco González de Salcedo Castro † (11 de juliol de 1622 - 10 d'agost de 1634 mort)
  - Sede vacante (1634-1637)
- Gaspar de Villarroel, O.S.A. † (20 d'abril de 1637 - 11 de desembre de 1651 nomenat bisbe d'Arequipa)
- Diego de Zambrana de Villalobos † (17 de març de 1653 - 13 de novembre de 1653 mort)
  - Sede vacante (1653-1660)
- Diego de Humanzoro, O.F.M.Obs. † (26 de gener de 1660 - 29 de maig de 1676 mort)
- Bernardo de Carrasco y Saavedra, O.P. † (14 de març de 1678 - 19 de juliol de 1694 nomenat bisbe de La Paz)
- Francisco de la Puebla González † (8 de novembre de 1694 - 20 de gener de 1704 mort)
- Luis Francisco Romero † (26 de gener de 1705 - 12 de juliol de 1717 nomenat bisbe de Quito)
- Alejo Fernando de Rojas y Acevedo † (10 de gener de 1718 - 30 d'agost de 1723 nomenat bisbe de La Paz)
- Alonso del Pozo y Silva † (22 de novembre de 1723 - 24 de juliol de 1730 nomenat arquebisbe de La Plata o Charcas)
- José Manuel de Sarricolea y Olea † (24 de juliol de 1730 - 5 de maig de 1734 nomenat bisbe de Cusco)
- Juan Bravo del Rivero y Correa † (9 de juliol de 1734 - 28 de gener de 1743 nomenat bisbe d'Arequipa)
- Juan González Melgarejo † (28 de gener de 1743 - 26 de novembre de 1753 nomenat bisbe d'Arequipa)
- Manuel de Alday y Axpée † (26 de novembre de 1753 - 19 de febrer de 1788 mort)
- Blas Sobrino y Minayo † (15 de desembre de 1788 - 12 de setembre de 1794 nomenat bisbe de Trujillo)
- Francisco José Marán † (12 de setembre de 1794 - 10 de febrer de 1807 mort)
  - Sede vacante (1807-1815)
- José Santiago Rodríguez Zorrilla † (15 de març de 1815 - 5 d'abril de 1832 mort)
- Manuel Vicuña Larraín † (2 de juliol de 1832[1] - 3 de maig de 1843 mort)
  - Sede vacante (1843-1847)
- Rafael Valentín Valdivieso y Zañartu † (4 d'octubre de 1847 - 8 de juny de 1878 mort)
  - Sede vacante (1878-1886)
- Mariano Jaime Casanova y Casanova † (3 de desembre de 1886 - 16 de maig de 1908 mort)
- Juan Ignacio González Eyzaguirre † (8 d'agost de 1908 - 9 de juny de 1918 mort)
- Crescente José Errázuriz Valdivieso † (30 de desembre de 1918 - 5 de juny de 1931 mort)
- José Horacio Campillo Infante † (11 d'agost de 1931 - 29 de juliol de 1939 renuncià)
- José María Caro Rodríguez † (28 d'agost de 1939 - 4 de desembre de 1958 mort)
- Raúl Silva Henríquez, S.D.B. † (14 de maig de 1961 - 3 de maig de 1983 jubilat)
- Juan Francisco Fresno Larraín † (3 de maig de 1983 - 30 de març de 1990 jubilat)
- Carlos Oviedo Cavada, O. de M. † (30 de març de 1990 - 16 de febrer de 1998 renuncià)
- Francisco Javier Errázuriz Ossa, I.Sch (24 d'abril de 1998 - 15 de desembre de 2010 jubilat)
- Ricardo Ezzati Andrello, S.D.B., 15 de desembre de 2010 - 23 de març de 2019 jubilat)
- Celestino Aós Braco, O.F.M.Cap. (27 de desembre de 2019 - 25 d'octubre de 2023 jubilat)[2]
- Fernando Natalio Chomalí Garib, des del 25 d'octubre de 2023

## Estadístiques
A finals del 2014, la diòcesi tenia 4.205.000 batejats sobre una població de 6.290.000 persones, equivalent al 66,9% del total. El cens del 2002 indica que el 68,7% dels habitants de l'arxidiòcesi, amb més de 14 anys, es declaren catòlics.
| any  | població  | població  | població | sacerdots | sacerdots       | sacerdots       | sacerdots             | diàques | religiosos | religiosos | parroquies |
| ---- | --------- | --------- | -------- | --------- | --------------- | --------------- | --------------------- | ------- | ---------- | ---------- | ---------- |
| any  | batejats  | total     | %        | total     | clergat secular | clergat regular | batejats por sacerdot | diàques | homes      | dones      |            |
| 1950 | 1.450.000 | 1.620.000 | 89,5     | 629       | 236             | 393             | 2.305                 |         | 740        | 1.500      | 115        |
| 1966 | 1.720.413 | 2.347.215 | 73,3     | 1.046     | 328             | 718             | 1.644                 |         | 960        | 2.590      | 177        |
| 1970 | 3.078.000 | 3.684.000 | 83,6     | 1.094     | 404             | 690             | 2.813                 |         | 1.071      | 2.840      | 188        |
| 1976 | 3.400.000 | 3.946.704 | 86,1     | 908       | 258             | 650             | 3.744                 | 36      | 1.006      | 2.000      | 204        |
| 1980 | 3.419.000 | 4.361.000 | 78,4     | 841       | 246             | 595             | 4.065                 | 63      | 1.049      | 2.250      | 202        |
| 1990 | 3.234.000 | 4.497.000 | 71,9     | 1.433     | 265             | 1.168           | 2.256                 | 70      | 1.876      | 4.066      | 202        |
| 1999 | 3.709.951 | 5.013.448 | 74,0     | 829       | 276             | 553             | 4.475                 | 138     | 1.314      | 2.785      | 197        |
| 2000 | 3.716.941 | 5.083.704 | 73,1     | 825       | 265             | 560             | 4.505                 | 145     | 1.174      | 2.203      | 197        |
| 2001 | 3.813.246 | 5.153.039 | 74,0     | 728       | 278             | 450             | 5.237                 | 156     | 906        | 2.952      | 200        |
| 2002 | 3.862.207 | 5.219.199 | 74,0     | 799       | 292             | 507             | 4.833                 | 166     | 1.085      | 2.924      | 199        |
| 2003 | 3.910.281 | 5.284.164 | 74,0     | 821       | 285             | 536             | 4.762                 | 176     | 1.080      | 2.395      | 199        |
| 2004 | 3.559.081 | 5.128.359 | 69,4     | 818       | 274             | 544             | 4.350                 | 193     | 1.093      | 2.578      | 202        |
| 2010 | 4.059.000 | 5.848.000 | 69,4     | 847       | 277             | 570             | 4.792                 | 312     | 1.019      | 1.808      | 209        |
| 2014 | 4.205.000 | 6.290.000 | 66,9     | 877       | 250             | 627             | 4.794                 | 339     | 1.255      | 1.854      | 213        |